# Krzysztof Uniłowski

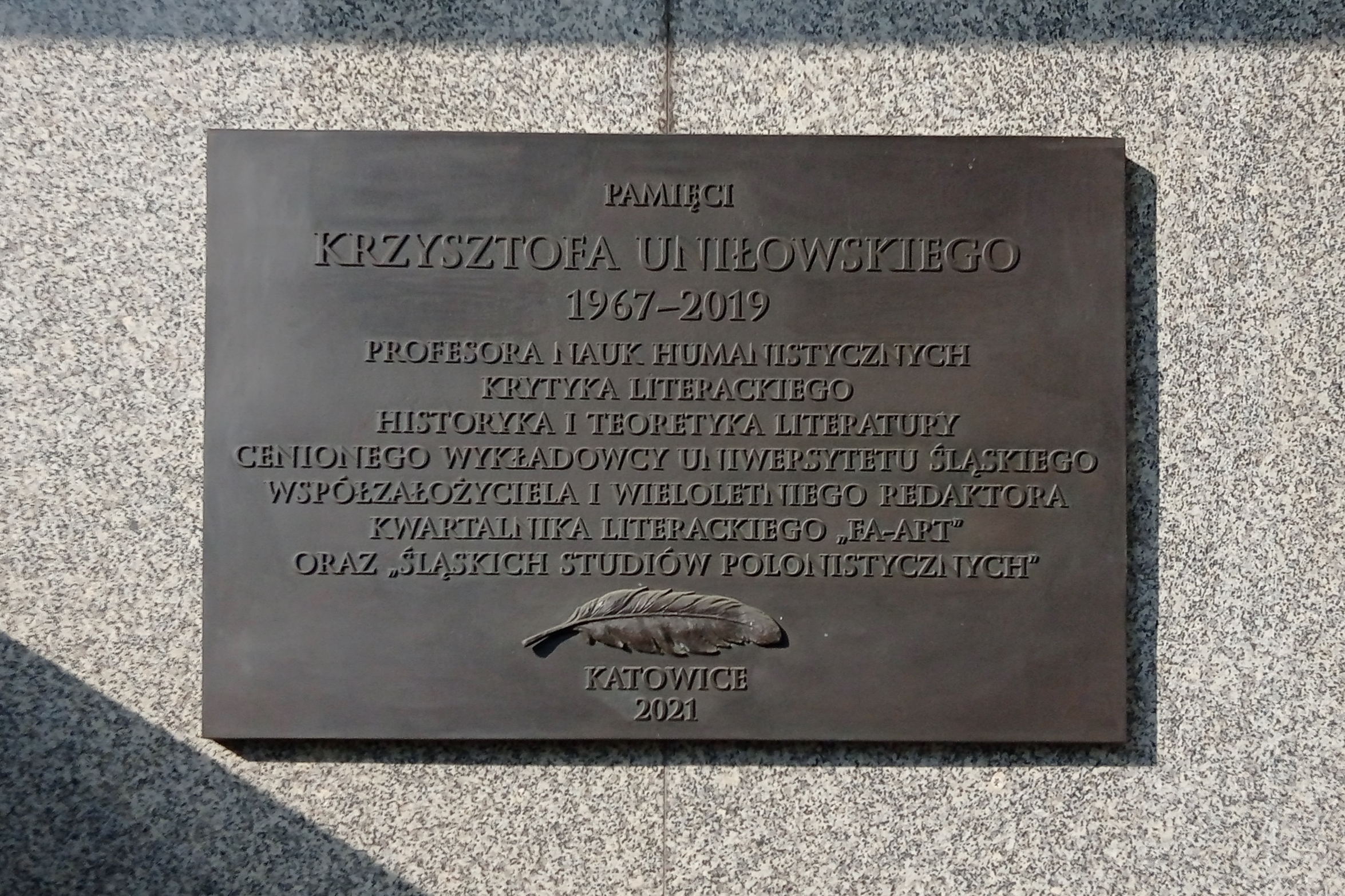
Tablica pamiątkowa odsłonięta 6 grudnia 2021 na elewacji budynku Biblioteki Śląskiej przy pl. Rady Europy w Katowicach

Krzysztof Uniłowski (ur. 3 maja 1967 w Sosnowcu, zm. 6 grudnia 2019 w Katowicach) – polski krytyk literacki, profesor nauk humanistycznych, nauczyciel akademicki Uniwersytetu Śląskiego w Katowicach, specjalności naukowe: najnowsze życie literackie, proza polska po roku 1956.

## Życiorys
Syn Bogdana i Heleny. W 1990 ukończył studia na kierunku filologia polska w Uniwersytecie Śląskim w Katowicach. W 1997 na Wydziale Filologicznym UŚl na podstawie napisanej pod kierunkiem Krzysztofa Krasuskiego rozprawy pt. Postmodernizm w prozie polskiej II połowy XX wieku nadano mu stopień naukowy doktora nauk humanistycznych dyscyplina: literaturoznawstwo specjalność: literaturoznawstwo. Tam też na podstawie dorobku naukowego oraz pracy pt. Granice nowoczesności. Proza polska i wyczerpanie modernizmu uzyskał w 2007 stopień doktora habilitowanego nauk humanistycznych w dyscyplinie literaturoznawstwo. W 2015 prezydent RP nadał mu tytuł profesora nauk humanistycznych.
Pracował w Instytucie Nauk o Literaturze Polskiej Wydziału Filologicznego UŚl.
Był redaktorem kwartalnika literackiego „FA-art” – z pismem związany od pierwszego numeru (1988). Autor kilku książek krytycznoliterackich i literaturoznawczych. Laureat nagrody im. Kazimierza Wyki (2010).
Pochowany na cmentarzu w Katowicach-Nikiszowcu.

## Publikacje
- Skądinąd. Zapiski krytyczne, Bytom 1998. ISBN 83-904966-7-4
- Polska proza innowacyjna w perspektywie postmodernizmu, Katowice 1999. ISBN 83-226-0864-0
- Koloniści i koczownicy. O najnowszej prozie i krytyce literackiej, Kraków 2002. ISBN 83-7052-564-4
- Była sobie krytyka. Wybór tekstów z lat dziewięćdziesiątych i pierwszych, Katowice 2003 (wraz z Dariuszem Nowackim). ISSN 0208-6336 ; ISBN 83-226-1253-2
- Granice nowoczesności. Polska proza i wyczerpanie modernizmu, Katowice 2006. ISBN 83-226-1563-9
- Przypadki krytyczne. Studia i szkice o krytyce, życiu oraz świadomości literackiej po roku 1918, Katowice 2006 (wraz z Dariuszem Nowackim). ISBN 978-83-60406-05-2
- Kup Pan książkę! Szkice i recenzje, Katowice 2008. ISBN 978-83-60406-07-6
- Prawo krytyki. O nowoczesnym i ponowoczesnym pojmowaniu literatury. Katowice 2013. ISBN 978-83-60406-30-4
- Historia, fantastyka, nowoczesność. Szkice. Katowice 2016, ISBN 978-83-64844-24-9
- Krytyka po literaturze. Katowice 2020, ISBN 978-83-226-3939-9